# Tadeusz Antoni Wojtasik

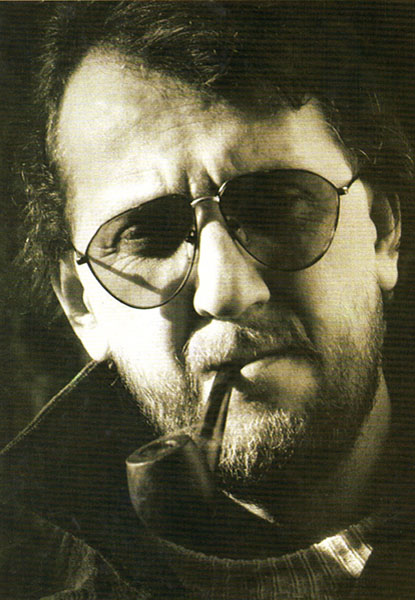
Tadeusz Antoni Wojtasik

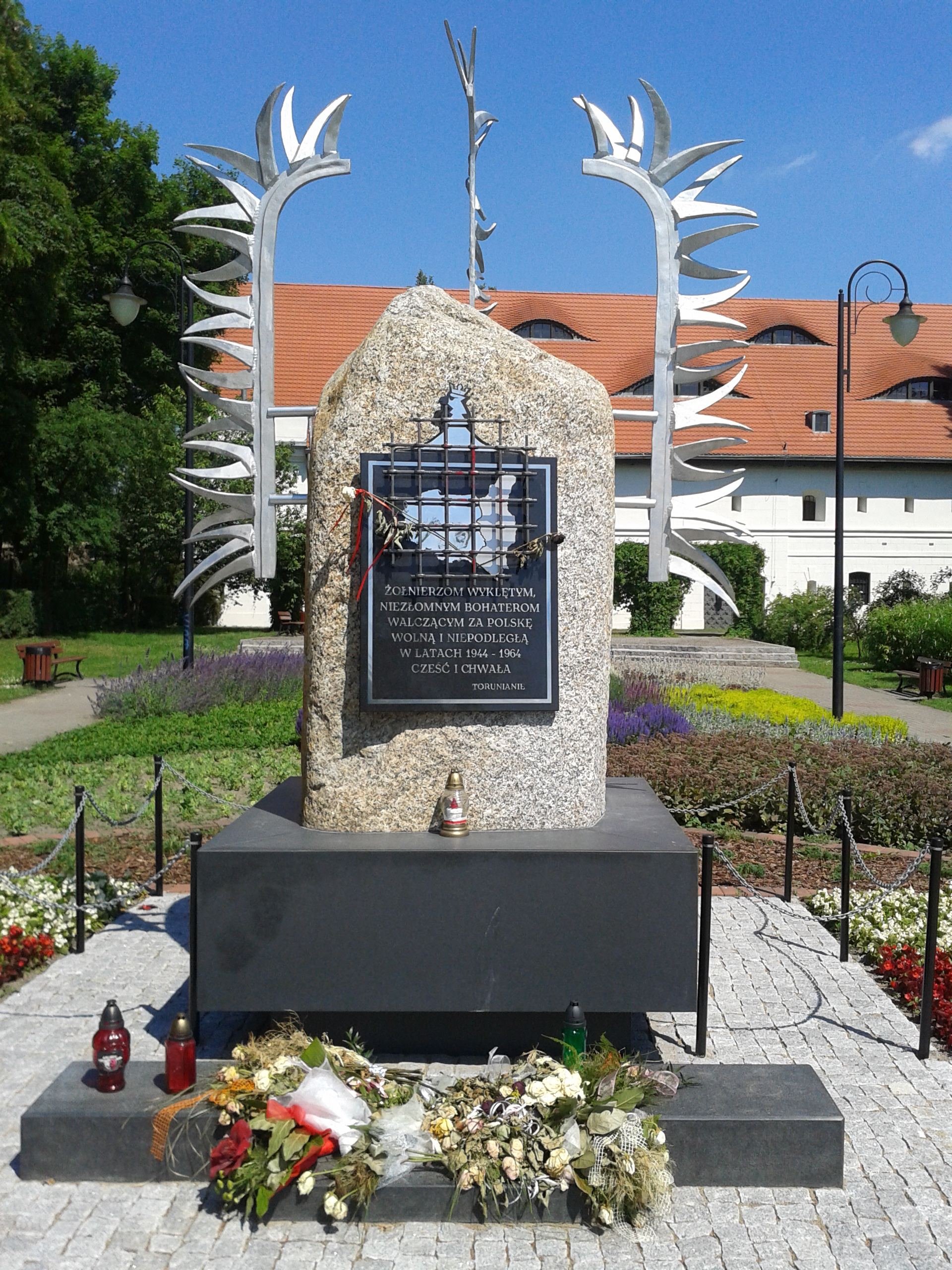
Pomnik Żołnierzy Wyklętych w Toruniu, zaprojektowany przez Tadeusza Wojtasiuka

Tadeusz Antoni Wojtasik (ur. 7 lipca 1952 roku w Jarosławiu) – polski artysta rzeźbiarz.
Tworzy zarówno rzeźby monumentalne (pomniki), jak i małe formy (rzeźby, reliefy i medale). Projektuje i wykonuje rzeźby do architektury (rekonstrukcje), a także zajmuje się aranżacją we wnętrzu i w pejzażu. Swoją twórczość prezentował na 40 wystawach krajowych i zagranicznych, zdobywając przy tym nagrody i wyróżnienia. Trzykrotnie został odznaczony medalem, m.in. za zasługi na polu artystycznym oraz za wkład w pojednanie międzynarodowe. W 1989 roku był organizatorem i komisarzem I pleneru w Ciechocinku dla artystów amatorów niewidomych i niedowidzących. Był także inicjatorem idei Kolpinga na Ziemi Kujawskiej. Od 2003 roku jest członkiem Rady Kultury przy Związku Kombatantów Rzeczypospolitej Polskiej i Byłych Więźniów Politycznych w Warszawie. Jego prace znajdują się w wielu muzeach, galeriach i zbiorach prywatnych w kraju i za granicą.

## Życiorys
Tadeusz Wojtasik urodził się 7 lipca 1952 roku w Jarosławiu, tam też zdobywał pierwsze szlify artystyczne w Państwowym Liceum Sztuk Plastycznych. Kontynuacją jego zainteresowań były studia w Akademii Sztuk Pięknych w Krakowie i Akademii Sztuk Pięknych w Warszawie, gdzie w 1980 roku uzyskał dyplom w pracowniach: prof. Tadeusza Łodziany i prof. Oskara Hansena.
Już w czasie studiów Wojtasik rozpoczął poszukiwania swojej drogi twórczej, o czym wspomina prof. Tadeusz Łodziana w cytowanej w albumie opinii-recenzji z kwietnia 2004 roku.
W swoich pomnikach poświęconych wydarzeniom politycznym i wojennym artysta posługując się alegorią, w wielkim skrócie zawiera dramat całych pokoleń. Są one przypomnieniem i przestrogą, a także zapowiedzią zwycięstwa (np. pomnik Powstańców Styczniowych, gdzie ostrza kos ranią Orła, ale jednocześnie dumnie uniesione w górę zwiastują nadzieję na rychłą wolność, Grób Nieznanych Żołnierzy Obcych Narodów, z przestrzenną figurą, symbolizującą cztery strony świata, otaczającą postać klęczącej na szczycie pomnika kobiety – niczym zastygłej w bólu mitycznej Niobe, opłakującej poległych synów różnych narodowości i wyznań, o czym świadczą umieszczone w narożach u stóp pomnika symbole czterech religii. Całość, jak klamrą spina i łączy umieszczony centralnie na pomniku napis: Panta rhei, czy też pomnik Poświęcony Uczestnikom Walk o Wolną Polskę, przedstawiający zarys udręczonego wojną, kalekiego żołnierza z biało-czerwoną opaską – będącego symbolem martyrologii i odradzania się całego narodu.
Również w małych formach, takich jak medale, artysta w sposób sugestywny przekazuje wstrząsającą prawdę o minionych wydarzeniach (Pamięć Hiroszimy, tryptyk Katyń). Wojtasik poprzez swoje dzieła porusza sumienia i serca, odwołuje się do najwyższych wartości ogólnoludzkich i chrześcijańskich, takich jak miłość, przebaczenie, pojednanie.
Inną dziedziną, którą chętnie uprawia, jest rzeźba pełnoplastyczna i reliefowa, w tym także portretowa. Jego dzieła charakteryzują się bogactwem materiałów, z których powstają i różnorodnością technik. Realizuje zamówienia, a także tworzy dzieła wynikające z osobistych poszukiwań, przeżyć i emocji. Pomimo że prace Tadeusza Wojtasika oscylują wokół elementów zaczerpniętych z realnego świata i symboli czytelnych dla odbiorców, to jednak jego twórczości nie można zaliczyć do nurtu sztuki sensu stricto realistycznej. Zarówno w pracach z końca lat 70., jak i późniejszych, aż po ostatnie czasy, można zauważyć dążenie autora do maksymalnych uproszczeń, skrótów i syntezy formy. Przykładem mogą być rzeźby i medale: Macierzyństwo I, Macierzyństwo II, Portret Japonki, Samurajom, Z Dantego – tryptyk, Dante Alighieri, Życie przed życiem, Narodziny.

## Udział w wystawach
- 1981 – Dyplom'80, Warszawa, Stara Kordegarda
- 1982 – Zbiorowa wystawa włocławskich plastyków, Włocławek, Galeria Biura Wystaw Artystycznych
- 1985 – Wystawa poplenerowa, Włocławek, Galeria Biura Wystaw Artystycznych
- 1985 – V Biennale Małych Form Rzeźbiarskich, Poznań, Galeria Biura Wystaw Artystycznych
- 1985 – Młodzi na rzecz Pokoju, Międzynarodowy Konkurs Plastyczny. Wystawa pokonkursowa;
  - Toruń, Galeria Biura Wystaw Artystycznych
- 1986 – Włocławek, Galeria Biura Wystaw Artystycznych
  - Sieradz, Galeria Biura Wystaw Artystycznych
  - Słupsk, Galeria Biura Wystaw Artystycznych
  - Leszno, Galeria Biura Wystaw Artystycznych
  - Płock, Galeria Biura Wystaw Artystycznych
- 1986 – I Triennale Rzeźby Portretowej. Gdańsk'86, Sopot, Galeria Biura Wystaw Artystycznych
- 1986 – Odnowa Zabytków Krakowa, Kraków, Galeria Biura Wystaw Artystycznych
- 1987 – Tendencje i twórcy. III Ogólnopolska Wystawa Medalierstwa, Toruń, Galeria Biura Wystaw Artystycznych
- 1987 – Wystawa medalierstwa, Warszawa, Galeria Związku Artystów Rzeźbiarzy
- 1987 – 50 lecie FIDEM, USA, Colorado Springs
- 1987 – Wystawa poplenerowa, Bułgaria, Russe
- 1988 – Wystawa medalierstwa polskiego, Niemcy, Getynga
- 1988 – Medale i małe formy rzeźbiarskie ze zbiorów Społecznego Komitetu Odnowy Zabytków Krakowa, Kraków, Galeria Związku Artystów Rzeźbiarzy
- 1989 – Medalierstwo. Zofia Demkowska – Uczniowie;
  - Warszawa, Akademia Sztuk Pięknych
  - Biała Podlaska, Muzeum Okręgowe
- 1990 – Salon zimowy, Warszawa, Galeria Związku Artystów Rzeźbiarzy
- 1990 – Prezentacje plastyki województwa włocławskiego, ze zbiorów własnych i Muzeum Ziemi Kujawskiej i Dobrzyńskiej we Włocławku, Włocławek, Galeria Biura Wystaw Artystycznych
- 1990 – Medalierstwo, FIDEM, Finlandia, Helsinki
- 1990 – Współczesne medalierstwo polskie, Bułgaria, Sofia, Galeria Związku Plastyków Bułgarskich
- 1991 – Tendencje i twórcy. IV Ogólnopolska Wystawa Medalierstwa, Toruń, Galeria Biura Wystaw Artystycznych
- 1991 – I Biennale Sztuk Plastycznych ARS'91, Warszawa, Pałac Lubomirskich
- 1991 – Medalierstwo polskie lat osiemdziesiątych;
  - Wrocław, Muzeum Sztuki Medalierskiej
  - Legnica, Okręgowe Muzeum Miedzi
  - Kraków, Muzeum Historyczne
- 1991 – Profesjonalna twórczość plastyczna, Koszalin, Galeria Biura Wystaw Artystycznych
- 1995 – Na ścieżkach pamięci. Medalierska szkoła Zofii Demkowskiej;
  - Wrocław, Muzeum Sztuki Medalierskiej
  - Legnica, Okręgowe Muzeum Miedzi
- 1997 – Dante w sztuce polskiej;
  - Włochy, Rawenna, Instytut Dantego
- 1998 – Włochy, Rzym, Instytut Polski
  - Warszawa, Galeria Rzeźby Biura Wystaw Artystycznych
- 2003 – IV Triennale Plastyki Włocławskiej, Włocławek, Galeria Sztuki Współczesnej
- 2003 – XIV Międzynarodowe Biennale Dante Europeo, Włochy, Rawenna
- 2005 – Wystawa pokonkursowa „Papież Jan Paweł II” – Muzeum Okręgowe w Toruniu, Kamienica „Pod Gwiazdą”, Toruń
- 2007 – Medalierstwo, FIDEM, USA, Colorado Springs

## Nagrody i Wyróżnienia
- 1978 – II nagroda w Ogólnopolskim Konkursie im. Andrzeja Wróblewskiego, za medal Andrzej Wróblewski, Poznań
- 1979 – II nagroda i wyróżnienie w Konkursie im. Andrzej Struga, za medal Andrzej Strug, Warszawa
- 1979 – Medal – nagroda zespołowa Prezydenta Miasta Warszawy, za wybitną działalność na rzecz ochrony i kształtowania środowiska przyrodniczego, przyznana za projekt ekologicznego krajobrazowo-rzeźbiarsko-urbanistycznego parku w Warszawie
- 1985 – I nagroda w Międzynarodowym Konkursie Plastycznym „Młodzi na rzecz Pokoju”, za medal Cztery strony świata, Toruń
- 1986 – Wyróżnienie w Ogólnopolskim Konkursie „Odnowa zabytek|Zabytków Krakowa”, za medal tematycznie związany z odnową zabytków Krakowa, Kraków
- 1995 – Odznaczenie – medal „Westerplatte 1939”, nadany przez Krajową Radę Kombatantów Wojska Polskiego i Związek Kombatantów Rzeczypospolitej Polskiej i Byłych Więźniów Politycznych, za prace na rzecz Westerplatczyków[potrzebny przypis]
- 2000 – Medal – MISSIO RECONCILIATIONIS, za wkład w pojednanie międzynarodowe[potrzebny przypis]
- 2003 – Wyróżnienie w IV Triennale Plastyki Włocławskiej, za rzeźby: Macierzyństwo i Życie przed życiem, Włocławek
- 2003 – Powołany do Rady Kultury przy Związku Kombatantów Rzeczypospolitej Polskiej i Byłych Więźniów Politycznych w Warszawie
- 2005 – Wpisany do encyklopedii „Who is Who w Polsce”[1]
- 2005 – II nagroda w Ogólnopolskim Konkursie na pomnik Jana Pawła II w Toruniu